# Тегнер, Эсайас
Эса́йас Тегне́р (Исайя Тегнер, швед. Esaias Tegnér; 13 ноября 1782, Чюркеруд, лен Вермланд — 2 ноября 1846, Векшё) — шведский поэт, епископ, член Шведской академии и Шведской королевской академии наук. Выдающийся представитель шведского романтизма, гуманист, автор одного из самых известных и переводимых на другие языки произведений шведской поэзии — «Саги о Фритьофе». На протяжении XIX века Тегнера считали отцом современной шведской поэзии. До сих пор его называют первым современным шведом.
Дед шведского языковеда Эсайаса Тегнера-младшего и тесть шведского литературоведа и лингвиста Карла Вильгельма Бёттигера.

## Жизнеописание

### Молодые годы
Эсайас Тегнер родился в семье диакона Эсайаса Лукассона, который принял фамилию Тегнер (швед. Tegnérus) по месту своего рождения — приходу Тегнабю в Смоланде. Мать — Сара Мария (в девичестве Сейделиус), была дочерью викария из Вермланда. Эсайас Тегнер-старший стал викарием в Миллесвике, где и умер 10 февраля 1792 года. Имел двух дочерей и четырёх сыновей. Ларс Густаф и Элоф на то время учились в Лунде, третий сын был умственно отсталый. Эсайас был самый младшим ребёнком в семье. Дома он научился читать, писать и считать. Некоторое время провел с братьями в Лунде и набирался у них знаний. Чтобы помочь семье Тегнеров, друг детства родителей, фогт Якоб Брантинг взял Эсайаса Тегнера к себе пожить и дал ему должность помощника в судебной конторе. В течение нескольких лет Эсайас в свободное время читал всё, что только попадалось под руку из художественной и исторической литературы. Брантинг пришёл к выводу, что его подопечный очень талантлив и должен был бы быть кем-то большим, чем обычным служащим. Поэтому в марте 1796 года он настоял на том, чтобы Эсайас помогал в работе своему брату Ларсу Густафу, который был тогда домашним учителем детей шурина Брантинга — капитана Лёвеньельма (швед. Lövenhjelm) в Мальмё. Так Эсайас поселился у Лёвеньельмов. Впоследствии Ларс Густаф получил предложение обучать детей владельца небольшого предприятия, позже городского советника по фамилии Мюрман (швед. Myhrman) из Ремена и поставил условие, чтобы на эту работу взяли также Эсайаса. В июле 1797-го братья перебрались в Ремен. Там Эсайас закончил начатый ещё в Мальмё курс латинского и греческого языков. Изучал также французскую и английскую литературу.
4 октября 1799 года он записался студентом в Лундский университет. В течение осеннего и весеннего семестров 1800—1801 годов работал домашним учителем детей барона Лейонхувуда (швед. Leijonhufvud), который жил в Юкскулльсунде в Смоланде. В декабре 1801-го Тегнер стал бакалавром филологии, а в мае следующего года — бакалавром философии. В том же году получил степень магистра, написав труд «О причинах смеха» (лат. De caussis ridendi). Несколько месяцев спустя он обручился с Анной Марией Густавой Мюрман — младшей дочерью своего бывшего благодетеля. В декабре 1802-м вышли два трактата Тегнера на латинском языке. Темой первого было творчество Эзопа, а второго — философский термин Канта «вещь в себе». 7 января 1803 года Эсайас Тегнер стал доцентом эстетики. Весной этого же года устроился работать домашним учителем в Стокгольме, а осенью — нотариусом на философском факультете. В том же году он, безуспешно попытавшись стать адъюнктом в Карлстадской гимназии, подал заявление в соборный капитул, а затем обжаловал неблагоприятное решение и добился своей цели. В Лундском университете хотели, чтобы Тегнер продолжал у них работать, поэтому специально для него создали новую должность адъюнкта эстетики, которую он занял 26 февраля 1805 года. 26 сентября того же года Эсайас Тегнер стал работать заместителем библиотекаря. Хотя за эти три должности он получал очень скромную плату, он всё же решил жениться. 22 августа 1806 года состоялась свадьба Эсайаса и его невесты Анны

### Раннее творчество
Уже с детства Тегнер охотно рифмовал, поэтому овладел, по своим словам, «своеобразной ремесленной сноровкой и владением языком». Находясь в Ремене, написал несколько стихотворений, из которых два посвящены Наполеону Бонапарту. В Лунде он совершенствовал своё мастерство, взяв за образец французских и шведских (особенно тех, что творили во времена правления Густава III) поэтов. С 1801 года Тегнер стал творить значительно активнее, чем прежде. Он отправил в Шведскую академию оды и стихи на медитативную тематику: «О муках и утешениях жизни» (швед. Öfver lifvets plågor och tröst, 1801 год), «Религия», «Юность» (швед. Religionen, Ungdomen, 1803), «Культура и смертный одр юноши» (швед. Kulturen och Ynglingens sotsäng, 1805), «Миролюбие» (швед. Försonligheten, 1806, в другой, переработанной версии 1808 года — «Терпимость» / Fördragsamheten). Эти произведения получили благосклонную оценку, но не принесли автору материальной выгоды. Зато в 1802-м он получил награду от Гётеборгского научного и литературного общества за «Элегию на смерть брата» (швед. Elegi vid en broders död), написанную по поводу гибели Ларса Густафа. В 1804 году то же общество наградило Тегнера за стихотворение «Мудрец» (швед. Den vise), отмеченное характерной для того время дидактичностью и примечательное полным соответствием мировоззрению Иммануила Канта. Большой резонанс получила опубликованная в том же году в лундской газете «Лундс векоблад» песня «Моей родине» (швед. Till min hembygd), которая отличалась богатством и образностью языка, силой и мужеством лирического героя. Сочиняя текст, Тегнер имел также практическую цель — занять должность адъюнкта в Карлстаде. К тому же периоду относится написание стихотворения «У могилы городской девушки» (швед. Vid en borgarflickas graf), привлекшего внимание читателей и критиков. Многочисленные ранние стихи Тегнера имеют оттенок мировой боли и тоски по смерти. Эти черты присущи внутреннему миру автора — в будущем главному представителю шведского романтизма.

### Путь к славе
Из всех произведений Тегнера влияние немецкой науки и литературы особенно ощутимо на работы 1810—1811 годов. Его мировоззрение в значительной степени формировала идеалистическая философия Иммануила Канта, Иоганна Фихте Готлиба и Фридриха Вильгельма Шеллинга. В целом, у Тегнера идеи развивались в том же направлении, что и у других известных шведских представителей романтизма. А однако он стал ближе к Иоганну Фридриху Шиллеру, чем, например, к уппсальским или немецким поэтам-романтикам — Новалису, Людвигу Тику, Августу Вильгельму Шлегелю и Фридриху Шлегелю. К творчеству этих авторов Тегнер относился достаточно прохладно. Многое в его эстетическом восприятии заимствовано у Канта и Шиллера. Научные лекции Тегнера построены на основе трудов таких немецких учёных, как Лазарус Бендавид, Якобс, Кеппен, Клодиус и Карл Вильгельм Бутервек. Тегнер созрел как поэт только тогда, когда освободился от увлечения эвдемонической просветительской философией. Однако на его средствах и способах выражения ещё долго оставался отпечаток густавианской поэзии.
В то же время на Тегнера производили впечатление такие поэты, как датчанин Адам Эленшлегер и швед Пер Хенрик Линг, который в 1804 поселился в Лунде. Начав писать драму по мотивам саги о шведском короле Свене Кровавом, Тегнер сжёг написанное, когда прочёл пьесу Эленшлегера «Ярл Хакон» (дат. Hakon Jarl). В поэзии он также обращался к тематике с современной мировой истории. В 1806 году опубликованы произведения «Нельсон и Питт» (швед. Nelson och Pitt), а также «Англия и Франция» (швед. England och Frankrike). Написанная в конце 1808-го, «Боевая песнь сконского ополчения» (швед. Krigssång för skånska landtvärnet) воспевает храбрость и свободолюбие шведов. В ней, особенно актуальной в то время, когда велась русско-шведская война 1808—1809 годов, отразился национализм, ура-патриотизм и ненависть к России. Эту ненависть Тегнер лелеял на протяжении всей своей жизни. «Боевая песнь» вышла в печать во второй половине 1809 года.
В 1808—1809 годах Тегнер читал лекции по эстетике. 6 декабря 1810 года он получил звание профессора. Летом 1811-го поехал в Ремен на похороны своего тестя. Там Эсайас написал поэму «Швеция», или «Свея», (швед. Svea), отмеченную реваншистскими настроениями, в том же году подал её на рассмотрение жюри Шведской академии и получил Большую премию. Ещё в 1809 году в песне «Н. Ф. Спаррхёльд» (швед. N. F. Sparrsköld) он выразил сожаление, что Швеция потеряла Финляндию. В песне «Принцу-наследнику Карлу Августу» (швед. Till kronprinsen Karl August) выражены вновь пробужденные надежды на восстановление исторической справедливости и счастливое будущее Швеции. Оба эти мотива сочетаются в «Свее». На практике это произведение имело политико-пропагандистскую цель — призывы к войне и возвышение национального самосознания. Прочитанная в тщательно подобранных отрывках на праздничных собраниях академии, она получила одобрительные отзывы. Достойна внимания, в частности, выраженная в поэме мысль о том, что Швеция вернёт Финляндию, оставаясь в своих нынешних границах. Благодаря «Боевой песни» Тегнер стал известен в литературных кругах, а благодаря «Свее» вошел в число видных поэтов страны. Эта патриотическая поэма была опубликована в анналах Шведской академии в 1817 году.

### Готский союз и скандинавизм
В феврале 1812 года Тегнер вступил в Готский (гётский) союз (там получил псевдоним «Будвар Бьярке» / швед. Bodwar Bjarke) и в журнале, который издавало это общество, «Идуна» (швед. Iduna), опубликовал течение года несколько стихов: «Майская песня» (швед. Majsång), «Огонь» (швед. Elden, написано в 1805-м, основательно переработано), «Скидбладнер» (швед. Skidbladner) и «Перелётные птицы» (швед. Flyttfåglarne).
26 февраля того же года он был назначен профессором греческого языка в Лундском университете и одновременно получил пребендный пасторат. Своей удачной и быстрой академической карьерой, которая значительно способствовала его литературным достижениям, он обязан главным образом ректору университета — Ларсу фон Энгестрёму. Написав и защитив научную работу в области богословия, он был рукоположён 20 декабря 1812 года, и в связи с тем написал поэму «Священническое рукоположение» (швед. Prästvigningen), которая, по словам Франса Микеля Францена, «сияет небесной красотой», и которой восхищался Пер Даниель Аттербум.
В 1813 году Тегнер посвятил стихотворение «Герой» (швед. Hjälten) кумиру своей юности — Наполеону, которому угрожала Шестая коалиция и который после битвы под Лейпцигом лишился трона. Стихотворение написано ещё перед битвой, но автор осмелился опубликовать его лишь в 1828-м, хотя это произведение массово переписывали и распространяли. В том же 1812-м написаны «Утренний псалом поэта» (швед. Skaldens morgonpsalm), «Времена Асы» (швед. Asatiden) и, вероятно, «Песня солнцу» (швед. Sång till solen).
Следствием падения Наполеона стало, помимо прочего, объединение двух королевств Скандинавского полуострова. Тегнер приветствовал это событие поэмой «Норе» (швед. Nore), показанной на академических собраниях в Лунде (февраль 1814), созванных по случаю празднования Кильского мира 1814 года. Поэт, который до сих пор отдавал дань уважения Наполеону и был противником политика Карла XIV Юхана, в частности из-за союза с Россией, не упомянул в поэме принца-наследника Карла Августа, но и без того стихотворение отвечало программе скандинавизма, которая не согласовывалась с политической ситуацией. Именно поэтому «Норе» получила популярность в Норвегии.

### Разум и чувства
В борьбу, которая с 1810 года продолжалась между представителями старой школы и новой — романтической, Тегнер не вмешивался, хотя обе стороны призвали его принять участие. Первых — густавианцев, он глубоко уважал, несмотря на то, что совсем иначе, чем они, представлял задачу поэзии и не разделял аргументов, которые в полемике выдвигал глава старой школы — Пер Адам Валльмарк. Тегнер считал, что из числа адептов новой школы только Аттербум имеет талант, и недоброжелательно относился к полемически-критической деятельности уппсальских романтиков. Не воспринимал их метафизической и спекулятивной поэзии. Со временем эта неприязнь становилась всё отчетливее. Разрыв, который с самого начала был только в плане эстетических понятий, распространился на политические взгляды. Будучи врагом Священного союза, Тегнер противостоял так называемой исторической школе. Все более острые негативные отзывы Лоренцо Хаммаршёльда (швед. Lorenzo Hammarsköld) и других литераторов о творчестве Тегнера вызвали не только резкие выпады вроде стихотворения «Hammarspik» (автор обыграл дословное значение фамилии: hammare — молоток, скала; sköld — щит, панцирь; spik — гвоздь), но и решение непосредственно вмешаться в борьбу. С обеих сторон противостояния исходили едкие реплики, высказанные в письмах и частных беседах. Старший брат Эсайаса Тегнера Элуф был большой сторонник старой литературной школы и большой противник новой. В 1815 году он умер, и Эсайас Тегнер написал траурное стихотворение «Леопольду» (швед. Till Leopold), в котором предостерёг от призрака, который с «кровью на руках и безумием в глазах» встает из средневекового гроба и набрасывает чёрную иезуитскую сутану на землю. Автор призвал известного шведского литератора Карла Густафа аф Леопольда сплотить вокруг себя старых поэтов, чтобы отстаивать свет и правду и бороться против «банды из мрака». Это произведение опубликовано после смерти автора в собрании его сочинений, которое издал Бёттигер.
В 1816 году Тегнер принял активное участие в попытке основать журнал, который должен был бы служить противовесом литературному журналу «Свенск литтературтиднинг». Попытка не удалась, ибо учредители, не имея общих принципов, не могли согласовать свои во многом отличные, а иногда и противоречивые интересы. В письме к Карлу Густаву аф Леопольду Тегнер написал, что корень зла заключается далеко не только в деятельности писак-рецензентов в Уппсале, потому что «эти копировальные машины — не что иное, как слепое орудие носителей опасного духа современности». Такой непримиримый тон этого выражения можно объяснить и тем, что Тегнер тогда находился в депрессивном состоянии. В 1817 году в известной речи, посвященной трёхсотлетию с начала Реформации, он не очень уместно в контексте празднования приговорил как старые, так и новые взгляды на мир. Говоря о Просвещении восемнадцатого века, Тегнер подверг критике материалистическое понимание искусства, религии и науки, засилье рационализма, преобладающую тенденцию к практицизму. Он заявил, что его душа противится таким способам сломать крылья духа, и отдал приоритет человеческому достоинству, свободе совести и слова, чёткой реализации этих свобод — содержанием и формой. Восемнадцатый век «впал в грех», а теперь, когда пришёл конец господству теории трезвого ума, не удивительно, что воображение, «легкомысленное божье дитя в украшенных розами одеждах, познав свою вновь обретённую свободу, заглядывает всюду, даже туда, куда не следует». К сожалению, люди, как представляется, бросились из одной крайности в другую. Религия в их понимании «зиждется не только на чувствах и вере, а является неким приложением к нынешней метафизической системе». Добиваются основательности в науке, однако пренебрегают ясностью и упорядоченностью. Справедливо требуют, чтобы у искусства был важный и глубокий смысл, однако «навязывают нам поэзию без формы и смысла […], которая призраком бродит в лунном свете и рисует свои расплывчатые образы — на облаках». Оратор выразил надежду, что «из борьбы враждебных друг другу элементов выйдут лучшие и прекрасные существа». Такое выступление разозлило обе стороны. Валльмарк опубликовал в журнале «Allmänna journalen» резкий и язвительный отзыв, а в журнале «Свенск литтературтиднинг» подтвердили, что у Тегнера нет духовности, любви и уважения к священному. Его стихи якобы появляются в мозге, а не в сердце; они, конечно, ясные и блестящие, но напоминают освещенный солнцем айсберг на Северном полюсе.
В 1823 году в речи по случаю свадьбы кронпринца Тегнер изложил свои политические убеждения. По его мнению, идеальная форма правления — это конституционная монархия, причем конституция должно быть не «спекулятивной», а «исторической», которая «росла и формировалась вместе с народом». Оратор остро выступил против политической реакции, которая царит в Европе, и выразил надежду, что в нынешней борьбе «должны наконец победить умеренные партии. В современных условиях настоящая политика — это посредник».

### Вступление в Шведскую академию. Дальнейшая карьера
В 1817-м Тегнер написал «Звездную песнь» (швед. Stjärnsången) и «Язык» (швед. Språken), а в следующем году — песни «Карл XII» (швед. Karl XII) и «Гётский лев» (швед. Göta lejon), которые получили широкое признание. Избранный членом Шведской академии 5 ноября 1818 года, на инаугурации 22 июня 1819-го он выступил с собственным произведением «Памяти Оксеншерна» (швед. Minne av Oxenstierna), в котором отдал дань своему предшественнику в кресле № 8 и изысканно описал Густава III и его эпоху, чем очень импонировал густавианцам. Говоря о языковых средствах поэзии и красноречии, он изложил главные принципы своей эстетической программы. В том же году его стихотворение «Халкан» (швед. Halkan), анонимно напечатанное в «Стокгольмс-Постен», получило многочисленные положительные отзывы.
Выступая как член комиссии на торжественном присуждении магистерских учёных званий в Лундском университете в 1820 году, Тегнер закончил речь своим знаменитым стихотворением «Эпилог», которое «с молниеносной скоростью облетело страну и всюду вызывало восхищение», будучи простым, но художественно совершенным — с глубоким смыслом и высокой формой. Автор спокойно и сдержанно ведёт полемику против романтизма. Стремясь защитить мистику в поэзии, Аттербум дал ответ на это произведение. В этом обмене мнениями Тегнер, очарованный стихотворением Аттербума «Призыв к миру» (швед. Fridsrop), назвал его «самым справедливым, самым благородным и красивым произведением, когда-либо написанным в Швеции» и отказался от дальнейшей дискуссии.
Религиозную идиллию «Первое причастие детей» (швед. Nattvardsbarnen) (1820) Тегнер посвятил своему бывшему учителю и благодетелю Маттиасу Нурбергу. Автор благоговейно описал конфирмацию в вермландской сельской церкви и в простых словах священника передал его гуманизм и набожность. Выбрал гекзаметр — размер, который сам же раскритиковал ещё в 1811 году. Стихотворение имело успех не только в Швеции, но и за рубежом, особенно в Германии.
Выздоравливая в декабре 1821-го после болезни, Тегнер написал поэму «Аксель» (швед. Axel) (вышла в печать в 1822), которая начинается с посвящения Леопольду, что глубоко тронуло старого поэта. В поэме Тегнер воспел любовь шведского солдата к русской девушке; чувствуется влияние творчества Байрона.

### «Сага о Фритьофе»
В то время, когда вышли эти два последние стихотворения, Тегнер работал над «Сагой о Фритьофе» (швед. Frithiofs sag) по мотивам исландских саг. Образцом этого крупнейшего его произведения послужила «Хельга» (дат. Helga) датского писателя Эленшлегера. Возможно также влияние «Рагнара Лодброка» немецкого писателя Фридриха де ла Мотт-Фуке. В конце 1819 года Тегнер упомянул в письме о «Саге». Вероятно, что тогда он уже взялся за неё. Осенью 1820-го в журнале гётского союза «Идуне» были опубликованы песни XVI—XIX, которые вызвали единодушное одобрение читателей и критиков, в частности Аттербума. Такой же отклик имели напечатанные в 1822 году в том же журнале песни XX—XXIV. В последнем стихе, что называется «Примирение» (швед. Försoningen), заключается идеологическая основа «Саги» — своеобразный христианский платонизм в оболочке мифов о скандинавском боге Бальдере. Разделы произведения, в которых речь идёт о любви Фритьофа, завершёны уже после того, как автор пережил глубокое восхищение двумя женщинами. Это Евфросиния Пальм и баронесса Мартина фон Шверин. Горький выпад против женщин в «Саге о Фритьофе» свидетельствует о том, что глубокое разочарование, которое охватило Тегнера в середине 1820-х годов, вызвано также неудачами в интимной жизни.
В начале 1825-го были готовы первые пятнадцать песен, а в мае того же года написана вся «Сага». Ещё во время своего вступления в члены гётского союза Тегнер подтвердил, что цель этого общества не может ограничиваться высокой патриотической идеей возрождения старинных скандинавских традиций. Он желал, чтобы в «Идуне» были стихи не только на такую тематику. В противовес Лингу, Тегнер не считал синонимами определения «гётский» и «патриотический». Гётская поэзия Линга иногда отражала ложное понимание прошлого, а Тегнер рисовал картину жизни древних героев, следуя исторической достоверности и в то же время не ущемляя патриотических чувств, присущих тому времени. По его мнению, поэт должен писать для своих современников. Надо, чтобы его понимали, а для этого стоит в определённой степени «модернизировать» каждую тему, взятую из глубины веков. Эту меру невозможно канонизировать какими-то определёнными правилами, она зависит от вкуса, чувств и вдохновения самого автора.
Судя по невероятному успеху «Саги о Фритьофе», Тегнер нашёл такую меру и сумел соединить правдивость описания прошлого с актуальной потребностью подавать легкую для понимания форму и вызывать ответные чувства. Действенным средством достичь такой цели стало изображение характера Фритьофа. Благородство и мужество — это, по Тегнеру, непременные приметы подлинного героизма. Чисто скандинавские черты главного героя «Саги» — это излишество в неповиновении и браваде, склонность к печали и грусти, но вместе с тем и жизнерадостность. Ещё одно действенное средство — это изложение классического сюжета с изменениями, к которым прибег Тегнер, чтобы, по его же словам, «не доводить до крайности поэтический процесс изложения подробностей». В конечном счёте автор показал общечеловеческие отношения, такие как любовь, не дав им окраску, свойственную конкретному времени и месту. Поэтому Тегнеру удалось придать «Саге о Фритьофе» такую форму, которая соответствовала духу соотечественников и в то же время вызывала восхищение во всём цивилизованном мире.
Немного шведских поэтических произведений были так популярны, как «Сага». В Швеции до начала XX века она вышла в более чем 60 изданиях. В то же время в Дании и Норвегии насчитывалось пять переводов произведения и двадцать два издания. В Германии и Великобритании эти показатели составляли, соответственно, двадцать четыре и пятнадцать; тридцать и более ста. «Сагу о Фритьофе» перевели на армянский, финский, французский, голландский, исландский, итальянский, латинский, польский, румынский, русский, чешский, эстонский и венгерский языки.

### Депрессия и путь к епископскому сану
Получив в июле 1822-го приход и пасторат в Реслёве и Восточном Карабю, Тегнер пожелал прибыльного сана или должности. В следующем году освободилось место епископа в Векшё. Шведский политический и религиозный деятель Кристофер Исаак Хеурлин, приятель Тегнера, всячески способствовал, чтобы тот на епископских выборах получил наибольшее число голосов. Поэтому 25 февраля 1824 года Тегнера назначили епископом — сорок третьим в Векшё за всю историю христианства в Швеции. 9 апреля он прочитал последнюю лекцию на тему формы и содержания эллинской поэзии. Напоследок сказал несколько напутственных слов многочисленным слушателям. В тот день в аудитории Лундского университета, по воспоминаниям Карла Вильгельма Бёттигера, «каждая мысль звенела неслышным вздохом, в каждом слове прятался сдавленный плач».
31 мая, после поездки в Уппсалу, Тегнера рукоположили в сан епископа. Ещё два года он находился в Лунде. Тогда у него как раз наступил один из периодов меланхолии и подавленности, что случалось каждые восемь-десять лет. Об этом свидетельствует его тогдашняя частная корреспонденция с ощутимой печатью печали и тревоги. Яркое проявление такой депрессии — это пронизанное глубокой мировой болью стихотворение «Меланхолия» (швед. Mjältsjukan) (1825), понурый диссонанс с демонстративно оптимистичной «Песнью» (швед. Sången, 1819) — репликой на элегическое стихотворение Хумгелиуса. Проведав в 1825 году Тегнера в Лунде, Гейер и Аттербум нашли, что поэт впал в безграничное отчаяние и «купается в слезах». Тегнер заверил, что покончил с поэзией, извинился перед Аттербумом и попросил его стать спасителем шведского стихосложения. Давеча в мае 1826-го Тегнер выехал из Лунда и в письме к поэту Карлу Густаву фон Бринкману отметил: «Расставание стоит мне больше, чем ты знаешь, и больше, чем тебе положено знать».
Тегнер окончательно переселился и осел в епископской резиденции, Эстрабу, вплоть 1 мая 1827 года.
Через три года после переезда он снова посетил Лунд. Старший сын поэта, Кристофер Тегнер, должен был получить лавровый венок на торжествах присвоения магистерских званий в 1829 году, и поскольку в то время проректор университета отсутствовал, то лат. venia promovendi доверили произнести Эсайасу Тегнеру. Он начал церемонию со стихотворения «Пролог» (швед. Prolog), вторившего «Эпилогу» 1820 года, но написанного в совершенно других тонах. Всё произведение проникнуто тихой грустью, которая в конце исчезает, уступив место сердечному поздравлению, с которым Тегнер «во имя песни, во имя вечности, что ощущается в „Хаконе“ и „Хельге“», возложил лавровый венок на голову Адаму Эленшлегеру, который случайно оказался на торжествах. Эта дань и почести таланту датского поэта имела историческое значение. В ней лежала возникшая идея сближения университетской молодежи скандинавских стран. Слова Тегнера «прошли времена раздора» нашли отклик во всех этих странах.
Сразу же после своего назначения на место епископа Эсайас Тегнер принялся тщательно готовиться к своему новому призванию. По его словам, он не хотел «позориться перед своими священниками», поэтому несколько лет очень усердно изучал богословие. Он никогда не был религиозным ортодоксом. Согласно Энлиту Врангелю («Записки, посвящённые П. Г. Эклунду» / Skrifter tillägnade P. G. Eklund, 1911) и Натану Сёдерблюму, Тегнер находился под сильным влиянием гуманизма Гердера и имел взгляды, близкие к платформе супранатуралистических рационалистов, адептов веры в откровение. Его переписка с Бринкманом и другие документы свидетельствуют о внутренней борьбе Тегнера. Приняв священнический сан в 1812 году и пожелав стать не простым пастором, а епископом, Тегнер впоследствии часто сетовал, что эти новые обязанности отнимают всё свободное время, а однако старался их тщательно исполнять. Кропотливо и успешно он поднимал моральный и интеллектуальный уровень смоландских священников. Посвятил себя делу образования и науки и в Церкви видел прежде всего учреждение, которое должно способствовать распространению идеализма и гуманизма в мире.
В 1835 году Тегнера избрали членом № 445 Шведской королевской академии наук, а 13 ноября 1838 он стал почётным членом Шведской королевской академии словесности, истории и древностей.

### Тегнер как оратор
На протяжении этих лет Тегнер печатался редко, зато много выступал. В Векшё и Йёнчёпинге он произносил школьные речи по случаю ежегодных экзаменов. Не всегда сказанное касалось школьников и их обучения, потому Тегнер всегда пользовался возможностью высказать то, что лежит на сердце, и не очень заботился об уместности. Кроме того, он выступал на хиротониях, церковных освящениях, во время официальных епископских визитов. Эти выступления были образцом формы и содержания. Привлекали пристальное внимание слушателей также тоном, точно подобранным к теме, который «побуждал прекрасное склоняться перед священным и с радостью жертвовать высокое ради высшего».
Как оратор, Тегнер занимал место среди лучших практиков этого искусства и отличался богатством мыслей, острых и одновременно лёгких для восприятия. Выступления примечательны меткими высказываниями, красивыми и содержательными образами, остроумными репликами-находками. В таком стиле, как отметил шведский учёный Карл Адольф Агард, сочетается «блистательность Жана Поля с классической гармоничностью Иоганна Вольфганга фон Гёте». Речь Тегнера отмечается свежестью и непосредственностью, и это производит на слушателей впечатление, словно они заглядывают в душу оратора. Речи подобны стихам: «их не готовят, их творят на одном дыхании». Тегнера-оратора ценили даже те, кто не принадлежал к сторонникам его поэзии. Епископ Мартенсен, который считал Тегнера за заурядным литератором, написал в письме (1879): «Я искренне предан Тегнеру и восхищаюсь им прежде всего как оратором».

### Тегнер как автор писем
Свежесть и непосредственность, неотъемлемые черты речей Тегнера, ещё в большей степени присущи его эпистолярному наследию. Эти письма отмечаются не чеканностью, как у густавианцев, а легкостью. У Тегнера стиль повествования естественнее и разнообразнее. В плавном изложении чередуются искромётные шутки с глубокими и серьезными рассуждения настолько естественно, что возникает впечатление непосредственного общения с адресантом. Именно это и является самым большим преимуществом — с точки зрения адресата. Самой примечательной чертой переписки Тегнера является искусство остроумной характеризации, с которым автор изобретательно и непринужденно, ярко и метко подаёт свои впечатления и мысли. К сожалению, уничтожены почти все письма, которые он в 1830-х годах написал Эмилии Селльден, в которую несколько лет был влюблен. В стихах, относящихся к ценнейшей интимной лирике Тегнера, таких как «Единственная» (швед. Den enda), «Давным-давно» (швед. För länge sen), «Мертвец» (швед. Den döde), автор излил свою страстную любовь к Эмилии.

### Поэтическое творчество Тегнера-епископа
Причина того, что Тегнер, став епископом, писал меньше стихов, чем раньше, заключается не только в нехватке свободного времени, но и в слабом физическом и психическом здоровье. Ещё в Лунде он начал писать поэму «Герда» (швед. Gerda) со вступительного стихотворения «Великан Финн» (швед. Jätten Finn). В последние годы жизни поэт вновь приступил к этой работе, но исписался настолько, что написанное не годилось к печати. Лучшие стихи этого периода — это «Птичьи забавы» (1828), две песни, приуроченные к празднику Густава Адольфа (1832), приветствие в Шведской академии к Агарду (1834), со стремительными выпадами против либерализма, «Графстрём» (швед. Grafström, 1840), «Аттербум» (швед. Atterbom, 1840) и знаменитая песня «По случаю пятидесятилетия Шведской академии» (швед. Vid Svenska akademiens femtiåra minneshögtid, 1836). К этому периоду относится также стихотворение о Наполеоне. В то время шёл спор о том, чтобы перевезти прах этого императора с острова Святой Елены в Париж, и Тегнер в стихотворении «Наполеонова могила» (швед. Napoleons graf, 1831) призвал не трогать место, где почил повелитель: «Застыл среди потухших вулканов […] пограничный столб между двумя мирами — урна с его прахом. Пусть дальше там стоит!»
Много произведений этого времени — это эпитафии и траурные стихи. Издавна подобной поэзией пренебрегали, но Тегнер чувствовал, что сможет изменить это мнение и придать этому жанру истинную художественную ценность. Это ему удалось. Образцами высокого мастерства стали его произведения, посвященные Леопольду, Валлину, Якобу Факсе, Нильсу Тролле и другим.

### Парламентская деятельность. Душевная болезнь
Из всех обязанностей Тегнера как епископа самым тяжёлым было участие в работе риксдага. Эта деятельность отнюдь не способствовала улучшению его подорванного здоровья, от неё обострялась депрессия. Тегнер мало заботился о конституционных принципах и вскоре стал остро выступать против парламентской оппозиции и радикальной прессы. Он возмущался нападками левых на короля Карла XIV Юхана и тем самым нарушал своё психическое равновесие. Чтобы поправить здоровье, несколько раз ездил на курорты. В 1833 году он посетил Карловы Вары, где вызвал пристальное внимание и познакомился с несколькими известными лицами. Состояние здоровья не улучшалось. В последующие годы Тегнер отдыхал в Варберге и Гётеборге, но и это мало помогло. В тогдашних письмах он не раз писал о своём нарушенном покое. Например: «Моя душа горит, сердце обливается кровью, и тьма часто покрывает мысли в мозге. Я страдаю от болезни, которую вы очень ласково прозвали ипохондрией, но её чисто шведское название — безумие. Это мой удел, который не отбросишь. Мне нельзя избавиться от этого наследия».
В 1840 году Тегнер стал посещать парламентскую сессию. Врачи не рекомендовали ему ехать в Стокгольм, но Хеурлин (тогдашняя либеральная пресса прозвала его злым духом Тегнера) настаивал на том, чтобы приятель поддержал фракцию консерваторов и таки убедил его. Ходила молва, что оппозиционеры, тогда преимущественно дворяне, настроились против Карла XIV Юхана, желая заставить его отречься от трона. Такие сведения возмутили Тегнера. Ещё в конце 1839-го он опубликовал стихотворение «Тень Георга Адлерспарре» (швед. Georg Adlersparres skugga), в котором предостерег от насилия прессы и толпы. На заседании риксдага поэт зачитал обращение «К шведскому дворянству» (швед. Till svenska riddarhuset). Этот стих напоминает о предках, живших во времена могущества Швеции, и призывает парламент бороться с «терроризмом люмпенов, которые восстают против самодержавия». Естественно, что либеральные журналисты назвали Тегнера отступником от идей свободы, причём высказывались о нём резче, чем когда-либо. В конце июня поэт взял отпуск, чтобы отдохнуть после парламентских перипетий. Дома состояние Тегнера ухудшилось. «После душа он странно себя вёл, — вспоминал Бёттигер, — а потом вдруг случился инсульт и стали видны признаки безумия». По совету медиков больного перевезли в столицу, а в начале осени — в Шлезвиг, где поместили в лечебницу для душевнобольных, которой руководил известный психиатр Петер Виллерс Эссен. В моменты просветления во время морского путешествия в Шлезвиг Тегнер создал цикл «Путешествия фантазии» (швед. Resefantasier), из которого третий стих производит особенно острое впечатление.

### Последние годы
В мае 1841-го Тегнер смог вернуться домой. Несмотря на слабость и немощь, он быстро закончил начатую ещё в Шлезвиге «Принцессу-невесту» (швед. Kronbruden) — идиллическую поэму, написанную гекзаметром, единственное крупное произведение, созданное после переезда из Лунда. Об этой, не лучшей работе поэта, Бёттигер сказал так: «Вялый удар по струнам лиры выдаёт уставшую руку, и метрическое построение не везде по-эллински такое легкое, как в „Первом причастии детей“». Однако вряд ли можно считать слабыми стихи с посвящением Францену. В эти последние годы написано ещё несколько стихов, в частности «Карлу XIV Юхану» (швед. Till Karl Johan XIV), в котором охарактеризована шведская нация. Этот объёмный стих должен был быть посвящением в собрании сочинений Тегнера, но король не дал на то согласия. В 1845 году Тегнер в последний раз выступил в гимназии в Векшё и слабым голосом зачитал прощальное наставление ученикам. В августе того же года он попросился в отпуск. Просьбу удовлетворили. Повторный инсульт окончательно подорвал силу. В одном из последних стихотворений — «Прощание с моей лирой» (швед. Afsked till min lyra) — поэт написал: «И жил я только в те мгновения, когда пел песни». И далее: «Увянь же на моей главе венок лавровый Феба, умри же, постное, на моих устах». Достойно внимания стихотворение «Поющая дева и мечта» (швед. Sångmön och drömmen) — диалог, отмеченный романтической мистикой.
В октябре 1846 в результате ещё одного инсульта у Тегнера парализовало левый бок. 2 ноября того же года, перед полуночью, поэт умер. Его похоронили на кладбище в Векшё.

## Тегнер и женщины

### Анна Мюрман
Летом 1797-го четырнадцатилетний Эсайас Тегнер впервые побывал в ременской усадьбе Мюрманов, где его старший брат Ларс Густаф устроился работать домашним учителем. У главы семьи Кристофера Мюрмана было девять сыновей и две дочери, среди них — двенадцатилетняя Анна. Осенью 1798 года Эсайас стал домашним учителем младших сыновей этой семьи. Известно, что Анна подворовывала у родителей свечи для Тегнера, чтобы он мог читать «Илиаду» и «Одиссею». В датированном маем 1799-го письме к брату Элуфу Эсайас признался, что любит Анну, причём на всякий случай написал это греческими буквами.
Будучи студентом Лундского университета, он с помощью Элуфа тайно от Кристофера Мюрмана посылал письма его жене и дочери. Заподозрив, что Анна переписывается с каким-то молодым человеком из Вермланда, Эсайас Тегнер приревновал её. Летом 1802-го он посетил Ремен, и там недоразумение разрешилось. На кольцах, которыми Эсайас и Анна обменялись на свадьбе, отчеканена дата — 4 августа 1802 года. Очевидно, в этот день состоялась тайная помолвка.
Тегнер был вынужден искать работу с подходящей зарплатой, чтобы иметь возможность жениться. Официальная помолвка состоялась в середине лета 1805 года. В феврале 1806-го Тегнер купил жильё на улице Гробрёдальшготан (швед. Gråbrödersgatan) в Лунде. 22 августа 1806 года Эсайас и Анна поженились в Ремене, а осенью поселились в этом жилище. В 1813 году семья приобрела усадьбу с большим одноэтажным домом на углу улиц Гробрёдраготан (швед. Gråbrödragatan) и Клустерготан и проживала там до 1826-го, а после переехала в Векшё, где Тегнер был назначен епископом. После помолвки и свадьбы Тегнер написал ряд стихотворений, посвященных Анне, в которых называл её Лаурой — именем возлюбленной поэта Франческо Петрарки. Единственный стих, в котором напрямую говорится об Анне Мюрман — это «Рождественское письмо моей жене» (швед. Julbrev till min hustru), датированный 1810-ми годами. Судя по всему, Анна была заботливой женой и матерью. У супругов было шестеро детей:
- Кристофер Тегнер (1807—1885) — доктор филологии, пастор, отец Эсайаса Тегнера-младшего, языковеда, члена Шведской академии (кресло № 9);
- Якоб Тегнер (1809—1810);
- Ева Мария Тегнер (1810—1818);
- Анна Ётильда Тегнер (замужем за Карлом Раппе), (1811—1885);
- Диса Густава Тегнер (1813—1866). в 1830 году вышла замуж за лейтенанта Юхана Петтера Кульберга, через пять лет овдовела, а в 1844 году второй раз вышла замуж — за Карла Вильгельма Бёттигера, литературоведа и филолога. Он издал первое полное собрание сочинений Тегнера в семи томах (Стокгольм, 1847—1851), к которому написал биографию автора. После смерти Эсайаса Тегнера занял его место в Шведской академии (кресло № 8);
- Ларс Густаф Тегнер (1814—1874)

### Евфросиния Пальм
С Евфросинией Пальм (тогда ещё Хиссинг, 1796—1851) Эсайас Тегнер познакомился не позднее чем в день святого Кнута, 13 января 1816 года в Лунде. Этим двадцатым после Рождества днём у шведов заканчиваются святки. По обычаю, среди участников празднования выбирают Кнутовых сестер и их Кнутовых родителей. В этот день Кнутовыми сестрами стали Евфросиния и её родная сестра Эрика, а их Кнутовым отцом — нотариус Якоб Юханнес Пальм (1774—1845), давний знакомый и сосед Тегнера в Лунде. Об этом событии Тегнер написал стихотворение «Кнутова сестра» (швед. Knutssystern), которым помог Пальму посвататься к Евфросинье. Свадьба состоялась осенью того же года, и с тех пор Пальмы и Тегнеры часто встречались. По утверждению знатока генеалогии Адриана Борга, современники «говорили о хорошем певческом голосе Евфросинии, и прославилась она прежде всего как „Евфросиния-красавица“. Она вдохновляла Тегнера на творчество и, в частности, стала прообразом Ингеборги в „Саге о Фритьофе“ и Марии в „Аксели“». Тегнер посвятил Евфросинье стихи «Соседство» (швед. Grannskapet), «Птичьи забавы» (швед. Fågelleken) и поздравления по случаю именин (1825 или 1826). Где-то около 1825 года он пережил разочарование, не дождавшись взаимности от Евфросинии, и это переживание повлияло на образ главного героя «Саги о Фритьофе»

### Мартина фон Шверин
В 1816 году на курорте в Хельсингборге Тегнер впервые встретился с баронессой Мартиной фон Шверин (1789—1875), которая заинтересовалась им ещё в 1813-м. Пятнадцатилетней она вышла замуж за придворного конюшего, барона Вернера Готтлоба фон Шверина. В 1815 года пара Шверинов переехала в Сиречёпинье (швед. Sireköpinge) неподалёку от Ландскруны. В Стокгольме баронесса познакомилась с постоянным секретарём Шведской академии Нильсом фон Розенштайном, а впоследствии и с писателем Карлом Густавом фон Бринкманом, которые поощряли её интерес к литературе. Её корреспонденция с Бринкманом состоит из почти 800 писем, он же написал ей в несколько раз больше. В 1818 году освободилось место в Шведской академии, и баронесса письменно уговаривала как Розенштайна, так и Бринкмана, что настало время выбрать Тегнера академиком. Так и произошло.
В 1820-м Тегнер гостил в Сиречёпинье. Тогда же, вероятно, и влюбился в хозяйку. Они регулярно переписывались. Мысли баронессы о её отношениях с Тегнером можно проследить в письмах к Бринкману. С её стороны никогда не было речи о чём-то другом, кроме дружбы. 30 августа 1824 года Тегнер приехал к Сиречёпинье, и вечером случилось нечто такое, отчего он тем же вечером в большой спешке уехал оттуда, хотя баронесса настоятельно просила не делать этого. Чувства к Мартине фон Шверин и быстрый разрыв с ней отразились на «Саге о Фритьофе», в которой главный герой страдает от любви к королеве Ингеборге.
Несмотря на этот случай, они возобновили знакомство. В 1835 году Тегнер называл её в письмах «моя дорогая баронесса», в том же году обратился к ней «любимая Мартина», а впоследствии они обоюдно перешли на «ты».

### Эмилия Селльден
С 1826 года Тегнеру, как епископу приходилось встречаться со многими выдающимися горожанами Векшё. На второй день Рождества 1831 года батальонный врач Селльден женился на девятнадцатилетней Эмилии (1812—1858), венчал их Эсайас Тегнер. Её описывали как красавицу, которая не прочь повеселиться. Тегнер влюбился в Эмилию. Трудно выяснить, какие у них были взаимоотношения на самом деле, потому что его корреспонденция, адресованная Эмилии, сгорела во время большого пожара в Векшё в 1838 году. По оценке самого Тегнера, эта корреспонденция насчитывала 600—700 писем. Зато остались стихи, которые Тегнер написал о Селльден, и упоминания о ней в его письмах к другим людям. Скорее всего, отношения между этой парой сложились осенью 1833 года. В городе распространились слухи, и Тегнер пришёл к выводу, что это уже грань, которую не смеет переступить епископ. Также трудно выяснить, когда оборвались близкие отношения поэта с Эмилией. Не позднее 1839 года Тегнер стал писать друзьям о своей несчастной любви. Осенью 1835-го в письме к Бернгарду фон Бескову Тегнер констатировал: «Мои отношения с Э. надо разорвать, ибо деревенские сплетни напрочь разрушают её репутацию, а меня так раздражают, что я порвал со всеми знакомыми в городе и враждебно настроил их к своей особе. Я, конечно же, вернусь с околичностей к привычной жизненной колее, с которой сошёл на два года, но останусь с разбитым сердцем и искалеченными крыльями». К стихам, в которых, вполне возможно, идёт речь об Эмилии Селльден, принадлежат «Мертвец» (швед. Den döde) и «Глаза» (швед. Ögonen). В последнем из них Тегнер довольно смело, будучи епископом, сравнил глаза возлюбленной с двумя небесами, в которых витают ангелы.

### Хильда Вийк
В 1834 году, когда Тегнер был влюблен в Эмилию Селльден, он встретил 24-летнюю Хильду Вийк (1810—1890) на приёме в доме своего приятеля Карла Густава фон Бринкмана. На то время она была уже несколько лет в браке с торговым советником Улофом Вийком. В 1835-м Эсайас Тегнер и Хильда Вийк начали переписываться. Летом 1837-го поэт остановился в Гётеборге, чтобы искупаться в тамошней известной бане, а заодно и посетить Хильду. Во время визита в летнем доме семьи Вийков, что в Букедале вблизи Юнсереда, поэт попытался признаться в любви, но наткнулся на решительный отказ. Хильда пояснила, что любит своего мужа, а отношения с Тегнером могут быть только приятельскими. С Хильдой Вийк связаны два его стихотворения — «Эротика» (швед. Erotik) и «Предупреждение» (швед. Varningen).

## Интересные факты
- Тегнер полагал целесообразным разрушать старые церкви и на их месте строить новые, более функциональные. Такая инициатива вызвала сопротивление. Однажды Тегнера, уже в епископском сане, вытолкали из построенной в XII веке svГранхультской церкви после того, как он предложил разрушить этот памятник. Новые церкви, построенные по его инициативе, — это преимущественно просторные и безликие сооружения в стиле неоклассицизма, которые в народе прозвали «тегнеровыми хлевами» (см. svTegnérlada).
- В Стокгольме в 1840 году, когда у Тегнера обострилась душевная болезнь, его посетил Бернгард фон Бесков. Пациент сидел за столом и что-то писал.

 — Я исследую содержание золота в произведениях наших шведских поэтов, — сказал он. — И знаешь, у кого выше всех? У Францена. Подумать только, девяносто процентов! Почти чистое золото.
 — А сколько у тебя? — спросил Бесков.
 — Нет! Да нет! Я не в счёт.
 — Но у тебя «Фритьоф», «Аксель», «Первое причастие детей», «Свея»!
 — Что ж, я их принял к сведению. Считал-считал, но нет! Невозможно! Самое высокое, что мне удалось достичь, — это семьдесят пять процентов

## Награды и отличия
- Награда от Гётеборгского научного и литературного общества за «Элегию на смерть брата», 1802
- Награда от Гётеборгского научного и литературного общества за стихотворение «Мудрец», 1804
- Большая премия Шведской академии за поэму «Свея», 1811
- Членство в Шведской академии (кресло № 8), 1818
- Орден Полярной звезды — не позднее чем в 1826
- Членство в Шведской королевской академии наук (№ 445), 1835
- Почётное членство в Шведской королевской академии словесности, истории и древностей, 1838

### Важнейшие произведения, которые издал сам Тегнер
- Axel: en romans. Lund. 1822. Libris 2143406
- Nattvards-barnen. Af Esaias Tegnér. Lund 1820. Tryckt uti Berlingska boktryckeriet. Lund. 1820. Libris 2428347
- Frithiofs saga. Stockholm. 1825. Libris 2224991
- Smärre samlade dikter af Esaias Tegnér. Stockholm. Tryckt hos direct. H.A. Nordström. Stockholm. 1828. Libris 2428339
- Tal vid särskilta tillfällen. Stockholm. 1831—1842. Libris 1495367 — 3 vol

### Собрания сочинений, изданные посмертно
- Samlade skrifter utgivna av C. W. Böttiger
  - Esaias Tegnérs Samlade skrifter. Stockholm: Fritze. 1847—1851. Libris 2145482 — 7 volymer.
- Efterlemnade skrifter utgivna av Elof Tegnér
  - Esaias Tegnérs efterlemnade skrifter: ny samling. Stockholm: Beijer. 1873—1874. Libris 663425 — 3 volymer.
- Samlade skrifter utgivna och med kommentarer av Elof Tegnér
  - Samlade skrifter : jubelfestupplaga. Stockholm: Norstedt. 1882—1885. Libris 78361 — 7 volymer.
- Samlade skrifter, ny kritisk upplaga, kronologiskt ordnad, utgiven och med kommentarer av Ewert Wrangel och Fredrik Böök
  - Samlade skrifter. Stockholm: Norstedt. 1918—1925. Libris 8198189 — 10 volymer.
- Samlade skrifter i mindre urvalsupplaga med en levnadsteckning av Fredrik Böök
  - Samlade skrifter. Stockholm: Norstedt. 1923. Libris 1509295 — 2 volymer.
- Samlade dikter utgivna av Tegnérsamfundet. Stockholm. 1964

### Произведения, которые издал и снабдил комментариями Берхард Рисберг
- Fritiofs Saga : Svea ; Nattvardsbarnen ; Axel. Stockholm: Bröd. Lindström. 1928. Libris 1336121
- Lyriska dikter. Stockholm. 1929. Libris 23657 — 11 volymer

### Разное
- Latinska avhandlingar från 1801—1820
  - Opuscula latina, primum 1801—1820 edita. Stockholm: Beijer. 1875. Libris 1585520
- Filosofiska och estetiska skrifter utgivna av Albert Nilsson och Bert Möller
  - Filosofiska och estetiska skrifter. Stockholm: Norstedt. 1913. Libris 54573
- Tegnérsamfundets utgåva av brev under redaktion av Nils Palmborg
  - Esaias Tegnérs brev. Malmö: Allhem. 1953—1976. Libris 124737

### Избранные стихотворения
- Till min hembygd (1804)
- Det eviga (1810)
- Prästvigningen (1812) («Den fromma skaran tränger till altarfoten re’n»); Dikten skildrar en prästvigning i självupplevd form («Det susar för mitt öra, Guds ande sänker sig»).
- Kyssarna; ett exempel på skaldens sprudlande humor
- Språken (1817); känd för att svenskan utropas till «ärans och hjältarnas språk».
- Mjältsjukan
- Karl XII; dikten har tonsatts av Otto Edvard Westermark och är också känt som Kung Karl eller Kung Karl, den unge hjälte. Finns på Wikisource
- Skål i Götiska förbundet
- Hjelten (1827); senare belönad med Svenska Akademiens stora pris???